# Amphicnemis ecornuta
Amphicnemis ecornuta là một loài chuồn chuồn kim trong họ Coenagrionidae.
Amphicnemis ecornuta được Selys miêu tả khoa học năm 1889.